# میوتوکسین
میوتوکسین‌ها (انگلیسی: Myotoxin) پپتید‌های کوچک و اساسی هستند که در زهر مارهایی (مانند مار زنگی) و زهر مارمولک (مانند مارمولک مهره‌دار مکزیکی) یافت می‌شوند.
این شامل یک مکانیسم غیر آنزیمی است که منجر به نکروز شدید عضلانی می‌شود. این پپتیدها خیلی سریع عمل می‌کنند که این باعث فلج آنی می‌شود تا از فرار طعمه جلوگیری شود و در نهایت به مرگ به دلیل فلج دیافراگمی بینجامد.
نخستین میوتوکسینی که شناسایی و جدا شد کروتامین بود، از زهر «Crotalus durissus terrificus»، گونه‌ای از مار زنگی سواحل غرب مکزیک یک آمریکای جنوبی، توسط دانشمند برزیلی خوزه مورا گونزالوس، در دهه ۱۹۵۰ صورت گرفت. اقدامات بیولوژیکی، ساختار مولکولی و ژن مسئول سنتز آن همه در دو دهه گذشته مشخص شده‌است.